# مجتبی گهستونی
مجتبی گهستونی (زاده ۱۳۵۸ در اهواز) نویسنده، خبرنگار و پژوهشگر فرهنگی-اجتماعی در استان خوزستان است. وی همچنین سخنگوی انجمن دوستداران میراث فرهنگی (تاریانا) است و مسئول پیشین کمیته میراث فرهنگی مجموعه فعالان حقوق بشر در ایران بوده است. وی به‌ویژه در ثبت بسیاری از آثار تاریخی و آداب فرهنگی استان خوزستان نقش فعالی داشته و آثار بسیاری در این زمینه منتشر کرده است.

## زندگی
مجتبی گهستونی در سال ۱۳۵۸ در اهواز به دنیا آمد. در کودکی به فعالیتهای فرهنگی در کانون پرورش فکری کودکان و نوجوانان علاقمند شد و از آنجا فعالیتهای فرهنگی نظیر تئاتر را آغاز کرد. پدر او در سینما کار می‌کرد و این موضوع و سفرهایی که همراه با پدرش به سایر شهرها می‌رفت، مجتبی را به سینما و فعالیتهای فرهنگی و میراث فرهنگی علاقمند کرد.

## آثار
از آثار و اقدامات مجتبی گهستونی می‌توان از جمله به گردشگری ادیان از جمله معرفی پیروان یحیی (صابئین مندایی) که در خوزستان زندگی می‌کنند و ثبت اهواز به عنوان شهر ملی میناکاری صُبی، پیگیری بازسازی گورستان لهستانی‌ها در اهواز، پیشنهاد راه‌اندازی طرحهای گردشگری مضیف عربی و ثبت ملی آیین قهوه‌خوری عربهای خوزستان، راه اندازی انجمن میراث فرهنگی تاریانا و انجمن هنری شیدا اشاره کرد.
همچنین کتاب‌های عصرانه‌های سفر و خوزستان پشت خاکریز سیلاب از جمله تالیفات ایشان است.
وی به خاطر مجموعه فعالیت‌هایی که در یک دهه اخیر در زمینه شناسایی نقاط جدید گردشگری، معرفی مسیرهای گردشگری، تلاش برای ثبت جاذبه‌های طبیعی، فعالیت در حوزه راهنمایان گردشگری، از سوی استانداری خوزستان به‌عنوان پژوهشگر برتر درحوزه گردشگری این استان انتخاب شد.
وی همچنین نقدهایی به ادارات و سازمانها دولتی بابت تخریب میراث فرهنگی و محیط زیست داشته است.

## بازداشت
به گزارش هرانا، مجتبی گهستونی، مسئول سابق کمیته میراث فرهنگی مجموعه فعالان حقوق بشر در ایران، عضو فدراسیون بین‌المللی روزنامه نگاران و سخنگوی انجمن دوستداران میراث فرهنگی (تاریانا) در اسفندماه ۱۳۸۸ توسط نیروهای امنیتی در منزل شخصی خود در شهر اهواز بازداشت شد.